# Jan Cremers

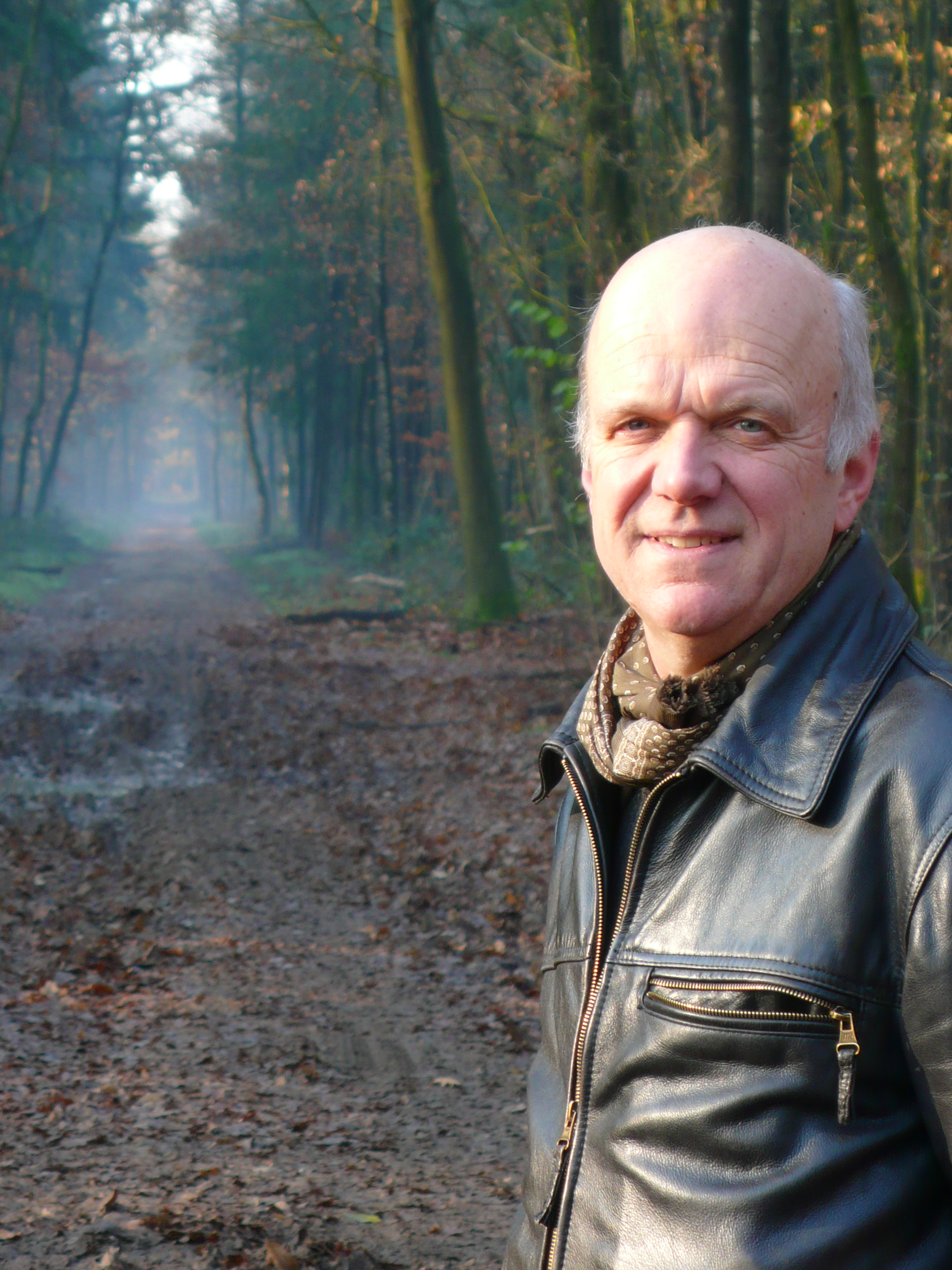
Jan Cremers

Jan Cremers (* 3. Mai 1952 im Limbricht, Gemeinde Sittard-Geleen) ist ein niederländischer Dozent, Soziologe und Politiker (PvdA).
Cremers rückte am 8. Mai 2008 für Edith Mastenbroek in das Europäische Parlament nach und gehörte diesem bis zum Ende der Wahlperiode 2009 an. Eine Wiederwahl bei der Europawahl 2009 scheiterte.